# Bitwa o Międzyrzecz (1520)
Bitwa o Międzyrzecz – bitwa stoczona w okolicach Międzyrzecza w dniach 12–14 października 1520, pomiędzy garnizonem tamtejszego zamku i międzyrzeckim mieszczaństwem, a armią najemną podążającą na pomoc Krzyżakom w trakcie wojny pruskiej. W czasie bitwy miasto zostało bardzo zniszczone.

## Tło
W lipcu 1520, w trakcie II fazy wojny pruskiej, wielki mistrz zakonu krzyżackiego Albrecht Hohenzollern przeszedł do kontrofensywy, uderzając na Mazowsze. W sierpniu 1520 zaatakował Warmię. W październiku 1520 z Niemiec nadeszły posiłki krzyżackie, oznaczone naszytymi na odzież krzyżami, liczące ponad 10 tysięcy żołnierzy: 1900 konnych, 8000 pieszych z 21 działami (18 kolubryn polowych, 1 notszlanga i 2 ciężkie, oblężnicze kartauny – tzw. „śpiewaczki”) oraz 300 wozami pod wodzą Wolfa von Schönburga. Po przekroczeniu granicy uderzyły na Wielkopolskę. O tych oddziałach, początkowo werbowanych daleko od polskich granic – w Alzacji i Nadrenii (później także m.in. w Brandenburgii) dość dokładne dane posiadał starosta generalny Wielkopolski Łukasz Górka, jednak sejm bydgoski zbagatelizował jego doniesienia. Nie przyniosła rezultatu próba zaciągu artylerzystów wrocławskich do obrony miasta i zamku. Posiłki dosłane przez dwór królewski (86 zaciężnych) okazały się zbyt szczupłe. Zwolnienie części szlachty wielkopolskiej z uczestnictwa w pospolitym ruszeniu w zamian za obronę przygranicznych zamków także zawiodło: spora część rycerzy po prostu nie stawiła się w zagrożonych zamkach, za co później król Zygmunt Stary skonfiskował ich majętności. Przygotowania Międzyrzecza do obrony pogorszyło jeszcze doniesienie królewskich wywiadowców twierdzących, że najemnicy zakonu pomaszerują prosto pod Gdańsk. Przestarzały, XIV-wieczny zamek bez silnego garnizonu i dostatecznej artylerii nie był w stanie wspierać obrońców miasta, ani nawet wyzyskać należycie swojego obronnego położenia.

## Bitwa
Po przekroczeniu polskiej granicy, najemne wojska krzyżackie podeszły pod Międzyrzecz 12 października 1520, paląc po drodze okoliczne osady. Niemiecki sołtys wsi Nietoperka, Martin Jokisch, który nie stawił się do obrony z pospolitym ruszeniem, pomógł najemnikom przeprawić się pod Międzyrzecz przez słabo strzeżone miejsce od wschodu. W trakcie I fazy starcia, niemieckie działa dokonały wyłomu w murach miasta. Zdaniem XIX-wiecznego historyka, Jędrzeja Moraczewskiego, obrońcy nie mogąc sprostać przewadze przeciwnika podpalili część miasta, by pod osłoną pożaru wycofać się do zamku. Miejscem, gdzie prawdopodobnie wrogie oddziały wdarły się do Międzyrzecza, był narożnik murów w okolicy dzisiejszego kościoła pw. Św. Jana Chrzciciela. Po zajęciu miasta, atakujący przystąpili do oblężenia międzyrzeckiego zamku. Podczas trwającej dwa dni wymiany ognia, zabity został m.in. głównodowodzący artylerią oblężniczą oficer, dosłany von Schönburgowi przez elektora brandenburskiego Joachima. Obrońcom prawdopodobnie udało się wyeliminować także dwie niemieckie kolubryny. Mimo zażartej obrony, w której wyróżnił się anonimowy zakonnik, ciężkie działa dokonały wyłomu w gotyckich murach. Zniszczeniu uległa część wschodnia, z głównym budynkiem mieszkalnym, bramą i wieżą; powalony został także północny odcinek murów. 14 października 1520 najemnikom udało się zdobyć zamek. Dowódca obrony zamku i jego załoga poddali się. Wszyscy zostali zamordowani, z wyjątkiem dwóch rotmistrzów, oszczędzonych dla okupu. 14 października 1520 z obozu pod Międzyrzeczem von Schönburg wysłał obu jeńców i list do króla Zygmunta Starego, w którym pytał, jak król będzie postępował z jeńcami z armii krzyżackiej.

## Skutki i następstwa
Rabunkowi, zburzeniu i spaleniu uległo całe miasto, m.in. kościół parafialny. Krótki czas wygrany przez obrońców Międzyrzecza pozwolił stronie polskiej na zniszczenie mostów na dolnej Warcie i Obrze, co ograniczyło ruchy armii von Schönburga. Załogę zagrożonego Poznania szybko uzupełniono o tysiąc żołnierzy piechoty. Jeszcze zanim najemna armia krzyżacka ruszyła spod zdobytego miasta, została zaskoczona przez chorągwie jazdy lekkiej i kozackiej pod dowództwem m.in. Jana Zaremby, Andrzeja Tęczyńskiego i Przecława Lanckorońskiego. Zastosowana przez polskich dowódców, wobec liczebnej przewagi przeciwnika, taktyka „wojny szarpanej” bardzo utrudniła rabowanie przez najemników paszy i żywności. Po zajęciu i spaleniu Skwierzyny, przez odbudowany przez siebie most na Warcie opuścili oni czasowo polskie granice. Na terenie Nowej Marchii, północnego pogranicza Wielkopolski i na Pomorzu Gdańskim byli jednak nadal nieustannie niepokojeni i atakowani przez wspomniane oddziały polskie, ponosząc duże straty, m.in. w rejonie Wałcza. Wkrótce po oblężeniu, na ziemi międzyrzeckiej zaciągnięto chorągiew jazdy w liczbie 100 żołnierzy do obserwowania ruchów przeciwnika i strzeżenia miasta, z czego trzydziestu miało stale w nim rezydować. Armia krzyżackich zaciężnych pomaszerowała w kierunku Gdańska. Próba oblężenia doskonale przygotowanego, dużego miasta zakończyła się porażką. Zdemoralizowane i osłabione wojska von Schönburga wycofały się pod Oliwę. Podczas ich odwrotu, po 21 listopada, w serii napadów oraz potyczek ludność kaszubska odebrała najemnikom łupy wzięte m.in. w Międzyrzeczu. Zdewastowanemu miastu na pomoc przyszedł król Zygmunt Stary. Przywilejem zwolnił miasto na kilka lat od płacenia podatków. Za klęskę obarczono Żydów, przez co król na prośbę mieszczan wydał edykt zezwalający na wygnanie ich z miasta, ci jednak pozostali. Klęska była na tyle straszna, że mieszkańcy wspominali o niej jeszcze w XVII wieku. Po tych wydarzeniach rozpoczęto odbudowę zamku z dotacji królewskich, trwającą do 1533 oraz m.in. kościoła z funduszy mieszczan i starosty międzyrzeckiego.